# Maxime Renaux
Maxime Renaux, né le 17 mai 2000 à Sedan, est un pilote français de motocross. Il est titré champion du monde de motocross MX2 en 2021.

## Carrière
En 2014, Maxime Renaux fait ses débuts en championnat d'Europe de motocross dans la catégorie EMX125, sur Yamaha. Il marque régulièrement des points et termine vingt-troisième au classement final. En 2015, il court toute la saison dans cette même catégorie pour terminer troisième au classement final.
En 2016, Maxime Renaux concourt dans la catégorie EMX250 du championnat d'Europe. Il se blesse rapidement et ne dépasse pas la vingt-cinquième place. Il fait également ses débuts dans le championnat du monde de motocross MX2 , en commençant comme pilote invité dans le Grand Prix des Pays-Bas. Il réussit à gagner quelques points et termine la saison cinquante-quatrième.
La saison 2017 est contrariée par des blessures, Renaux n'est jamais entré en action. En 2018, il court de nouveau toute la saison dans la catégorie EMX250. Il est également en proie à des blessures cette saison et termine douzième au classement final du championnat d'Europe en ayant remporté l'épreuve de Belgique. Lorsqu'il n'y a pas de compétition dans la catégorie EMX250, Renaux participe sporadiquement au championnat du monde MX2. Il marque parfois des points et termine trente-deuxième au classement final du mondial MX2.
En 2019, Maxime Renaux dispute la saison complète du championnat du monde MX2. Après une saison régulière et plusieurs podiums, il termine la saison à la septième place. Il est sélectionné pour le Motocross des nations avec l'équipe de France.
En 2020, il remporte le premier Grand Prix de sa carrière et termine troisième du classement final, derrière Tom Vialle et Jago Geerts . À l'issue de cette saison, Renaux se voit décerner le « Jan de Groot Award », le prix du meilleur jeune pilote.
Pour la saison 2021, Maxime Renaux signe un contrat avec l'équipe d'usine Yamaha, dirigée par l'ancien pilote de motocross et vainqueur de Grand Prix Marnicq Bervoets. Il sera le coéquipier de Jago Geerts et de Thibault Benistant.
Il remporte le Motocross des nations 2023 sur le Circuit Raymond Demy à Ernée avec Romain Febvre et Tom Vialle.